# Dimitrie Maimarolu

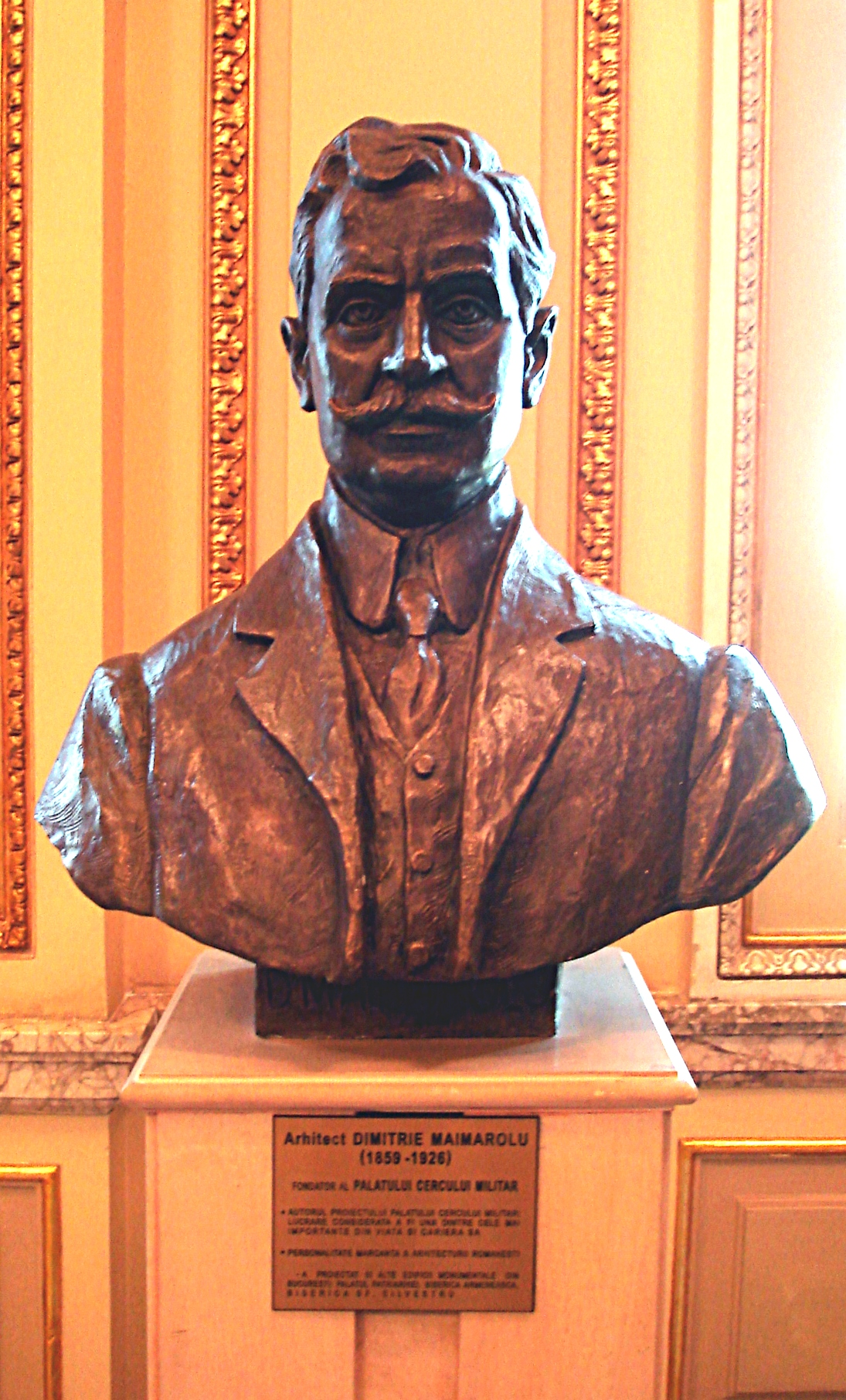
Bustul lui Dimitrie Maimarolu expus în clădirea Palatului Cercului Militar Naţional

Dimitrie Maimarolu (n. 1859, București, Țara Românească – d. 1926) a fost un arhitect român, a folosit în proiectele sale caracteristicile școlii academice franceze.

## Operă
Printre construcțiile proiectate de acesta se numără:
- Palatul Camerei Deputaților (azi Palatul Patriarhiei),
- Palatul Cercului Militar Național,
- Biserica Sfântul Silvestru (reconstruire și mărire, între 1904-1907) [2],
- Prefectura Județului Argeș (construită în 1899, din 1970, a devenit sediul Muzeului Județean de Istorie și Știintele Naturii),
- Catedrala Armeană (Biserica Armenească) din București[3],
- Hotel Concordia[3],
- Casa Vorvorenilor din Craiova (actualul sediu al Mitropoliei Olteniei) [4],
- Biserica Sf. Haralambie din Turnu Măgurele (1905).

În 1 martie 2005, în interiorul Palatului Cercului Militar Național, a fost dezvelit bustul arhitectului.